# 春秋穀梁伝
『春秋穀梁伝』（しゅんじゅうこくりょうでん、旧字：春秋穀󠄀梁傳、拼音: Chūnqiū Gǔliángzhuàn）は、『春秋公羊伝』『春秋左氏伝』と並ぶ春秋三伝の一つ。正確には経書ではないが、準経書扱いされる書物。十三経の一つであるが、五経には入らない。経学の重要書物。

## 成立時期
伝承に依ると、『穀梁伝』は『公羊伝』と同じく孔子の弟子子夏から穀梁子（名は赤とも云われるが複数あり、定まっていない）に伝わったとされているが、その伝承は『公羊伝』以上に無理があり、少なくとも前漢宣帝期には現在の形に纏められていることが解っているが、それ以前の経緯は明らかとなっていない。
『公羊伝』と同じく、『穀梁伝』にも幾人もの経師が存在し、何等かの伝承が存在したことは事実であるとされている。しかし『穀梁伝』は明らかに『公羊伝』の影響を受けて成立したと思われる点が存在するため、現行本『穀梁伝』の姿になるのは、少なくとも『公羊伝』成立の後であると言われている。また、『公羊伝』が斉の学者を中心に栄えたのに対し、『穀梁伝』は魯の国を中心に栄えたと言われている。

## 学脈

### 学問の授受
『穀梁伝』の授受が明白となるのは、前漢の宣帝前後からである。これは宣帝が『穀梁伝』に好意的であることから始まったものである。これ以前、『穀梁伝』は前漢の始めにいたとされる江公以来、細々と継承されるのみであった。しかし宣帝はその『穀梁伝』に対する執着から、時の伝承者蔡千秋に命じて、郎官十人に『穀梁伝』を伝授させ、『穀梁伝』の盛行を図った。これと前後して劉向などの著名な学者も『穀梁伝』を修めた。こうした後、宣帝は公羊学と穀梁学との異同と優劣を定めるべく、石渠閣（図書館のこと）にて学者に議論させた。そこでは公羊学と穀梁学の優劣が多くの学者によって戦わされたが、宣帝の趣向も影響して、穀梁学が勝利を収めた。しかしこれが『穀梁伝』の最盛期で、以後は書物こそ失われなかったものの、衰微の一途をたどり、南北朝の時代には書物のみ存在し、伝の思想を伝える師は絶えていなかったと言われている。